# Chelsea Williams
Chelsea Williams, née à Columbus, est une auteure-compositrice-interprète américaine.

## Biographie
Originaire de dans l'Ohio, Chelsea Williams déménage à Glendale, en Californie. Elle grandit auprès d’une mère coach vocal. Son prénom est inspiré du titre Chelsea Morning par la musicienne canadienne Joni Mitchell. Dès l’âge de douze ans, elle comme la guitare, et commence l'écriture de ses premières chansons, tout en participant à des soirées de micro ouvert. Elle s’inspire de la vie de son grand-père qu’elle n’a pas connu, et qui a sacrifié ses aspirations musicales pour élever ses cinq filles.  
Adolescente, Chelsea Williams écoute des artistes solistes comme Sheryl Crow, Sarah McLachlan et Elliott Smith, mais elle a fini par découvrir des groupes comme Radiohead et les Pixies. À l’âge de quatorze ans, Chelsea Williams rejoint un groupe de blues. Avant même d'avoir obtenu son diplôme, elle se produit dans les clubs et les cafés locaux. Dès l'obtention de son diplôme, elle parcourt les scènes d'Hollywood, se produisant à la Knitting Factory, à l'Hotel Café, au Room 5, et à On the Rocks. 
À vingt et un ans, elle se produit sur la Third Street Promenade de Santa Monica pour gagner sa vie. Elle joue près de cinq heures, et cela quatre jours par semaine. Elle attire notamment l'attention d'éminents promeneurs, dont le réalisateur Ron Howard et la musicienne Sheryl Crow,. La musicienne vend près de 100 000 exemplaires de ses trois disques indépendants : Chelsea Williams, Decoration Aisle et The Earth & the Sea. Sa musique mélange la pop et l'indie folk.

## Carrière musicale
Chelsea Williams obtient un premier succès grâce à une publicité télévisée, dans laquelle elle interprète les titres Playing for Change et Daylight aux côtés du groupe Maroon 5. Elle est remarquée par deux maisons de disque, qui lui proposent chacune un contrat,. 
En 2017, la musicienne sort son premier album intitulé Boomerang chez le label indépendant Blue Elan Records,,. Elle collabore avec le producteur et multi-instrumentiste Ross Garren. La même année, elle est citée dans le magazine Rollingstone.com, comme l’une des dix artistes à connaître. L'artiste fait la première partie de grands noms tels que les Avett Brothers, Colin Hay et Tyler Hilton et Dwight Yoakam. 
En 2020, Chelsea Williams sort son second album studio, Beautiful and Strange, chez Blue Elan Records,.

## Discographie

### EPs
- 2006 : Chelsea Williams
- 2008 : Decoration Aisle, Chelsea Williams
- 2013 : The Earth & the Sea
- 2015 : Dreamcatcher

### Albums studio
- 2017 : Boomerang, Blue Elan Records
- 2019 : Mockingbird Mixtape, Blue Elan Records
- 2020 : Beautiful and Strange, Blue Elan Records

### Live
- 2018 : Chelsea Williams on Audiotree Live, Audiotree Music